# Razali Ismail
Tan Sri Razali Ismail est un diplomate malaisien né le 14 avril 1939. Il est titulaire d'une licence (B.A.) avec mention en sciences humaines et littérature à l'Université de Malaya et d'un doctorat honoraire de l'Université nationale de Malaisie.

## Carrière
Razali Ismail a intégré le ministère malaisien des affaires étrangères en 1962. De 1963 à 1964, il a servi comme Haut Commissaire adjoint de la Malaisie à Chennai (Madras, en Inde). De 1966 à 1968, il a été le deuxième secrétaire de l'ambassade de Malaisie à Paris. De 1970 à 1972, il a été Conseiller à la haute commission à Londres. De 1974 à 1976, il a été chargé d'affaires à Vientiane. De 1978 à 1982, il a servi comme ambassadeur en Pologne, puis en Inde de 1982 à 1985. À partir de 1985, il est devenu le Secrétaire général adjoint du ministère. Entre 1989 et 1990, il a dirigé la délégation de la Malaisie auprès des Nations unies. Au cours de cette période, il a aussi présidé le Conseil de sécurité des Nations unies. De 1993 à 1995, il a été professeur invité à l'Université Ismail et professeur invité en études internationales à l'Université d'État du Michigan et dans les universités de Kebangsaan et Putra, en Malaisie. De 1996 à 1997, il a été le Président de l'Assemblée générale des Nations unies.
En mars 1997, M. Razali qui présidait le groupe de travail sur la réforme du Conseil de sécurité, a présenté un document qui proposait de porter de quinze à vingt-quatre membres la composition du Conseil. Selon ce plan, cinq nouveaux membres auraient un statut permanent (trois pays en développement d'Afrique, d'Asie et d'Amérique latine/des Caraïbes, et de deux États industrialisés). Quatre autres seraient des membres non permanents (représentant l'Afrique, l'Asie, l'Europe orientale et l'Amérique latine/les Caraïbes). L'Assemblée générale aurait ensuite désigné les États à élire comme membres permanents du Conseil. Aucun État ne pourrait devenir membre permanent tant que l'ensemble des cinq n'aurait pas obtenu la majorité requise des deux tiers des membres de l'Assemblée. Selon la proposition de M. Razali, les nouveaux membres permanents n'auraient pas le droit de veto, mais ils verseraient, outre leur contribution régulière, la même contribution supplémentaire au titre du maintien de la paix que les membres permanents d'origine. Cependant, les membres permanents d'origine seraient invités à limiter leur droit de veto aux opérations décidées en vertu du chapitre VII de la Charte.
M. Razali a également dirigé les délégations diplomatiques de la Malaisie auprès de diverses organisations régionales comme l'ASEAN et le Mouvement des non-alignés. Il a également été le Représentant permanent de la Malaisie aux Nations unies pendant plusieurs années.
Jusqu'en 2005, il a aussi été l'Envoyé Spécial du Secrétaire général des Nations unies pour la Birmanie et a joué un rôle majeur pour obtenir la sortie de Aung San Suu Kyi de sa résidence surveillée. Toutefois, comme l'a révélé Wikileaks, l'envoyé spécial des États-Unis a mis en doute, dans un télégramme diplomatique, l'impartialité de M. Razali Ismail, suggérant qu'ils avaient des relations d'affaires avec le régime militaire birman. Par la suite cependant, la junte birmane a plusieurs fois refusé de laisser entrer M. Razali Ismail sur le territoire birman, ce qui l'a incité à démissionner de son poste en décembre 2005.